# Marshall Taylor
Marshall Walter "Major" Taylor (ur. 26 listopada 1878 w Indianapolis – zm. 21 czerwca 1932 w Chicago) – amerykański kolarz torowy, złoty medalista mistrzostw świata.

## Kariera
Największy sukces w karierze Marshall Taylor osiągnął w 1899 roku, kiedy zdobył złoty medal w sprincie indywidualnym zawodowców podczas mistrzostw świata w Montrealu. W zawodach tych wyprzedził bezpośrednio swego rodaka Toma Butlera oraz Francuza Gastona Courbe d'Outrelona. Taylor został pierwszym afroamerykańskim sportowcem, który zdobył tytuł mistrza świata oraz drugim (po kanadyjskim George'u Dixonie) czarnym sportowcem, który tego dokonał. Był to jednak jedyny medal wywalczony przez Taylora na międzynarodowej imprezie tej rangi. W 1900 roku wywalczył mistrzostwo Stanów Zjednoczonych w sprincie zawodowców. Nigdy nie wystartował na igrzyskach olimpijskich.